# Halicsi Agrippina lengyel fejedelemné

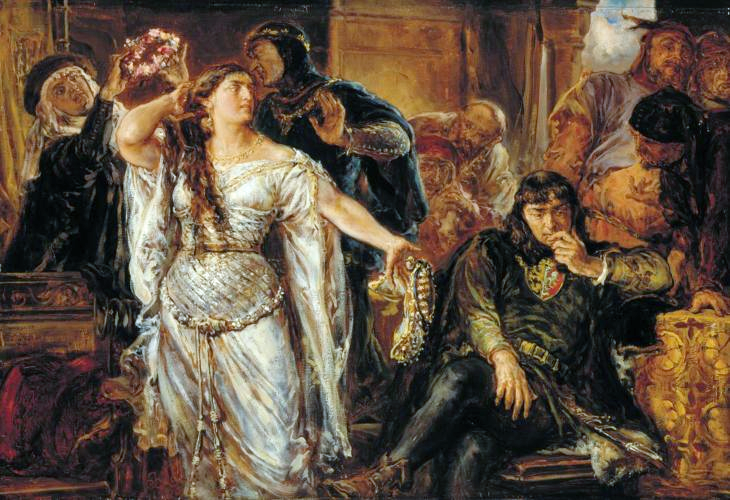
Házastársi vita Agrippina és férje, Fekete Leszek között Jan Matejko festményén

Agrippina Rosztyiszlavna (ismert még mint Halicsi Agrippina, más írásmód alapján Grifina, lengyelül: Gryfina Halicka; 1248 körül – 1307 körül), a Rurik-házból származó szlavón, halicsi és macsói hercegnő, Rosztyiszlav Mihajlovics fejedelem és Magyarországi Anna leánya, aki Fekete Leszek hitveseként krakkói hercegné 1279 és 1288 között, majd férje halálát követően az ószandeci kolostor apátnője haláláig. Nem születtek gyermekei.

## Származása
Agrippina hercegnő 1248 körül született a Rurik-dinasztia tagjaként. Apja Rosztyiszlav Mihajlovics, aki Mihajl Vszevolodics kijevi nagyfejedelem és Olena Romanovna fia volt. A hercegnő apja pár hónapig volt kijevi nagyfejedelem, emellett volt novgorodi fejedelem, valamint több magyarországi tisztsége is volt, mint a halicsi és macsói uralkodó herceg és szlavón bán címek. Apai nagyapai dédszülei Vörös Vszevolod kijevi nagyfejedelem és egy ismeretlen nevű lengyel hercegnő (Igazságos Kázmér lengyel fejedelem leánya), míg apai nagyanyai dédszülei Nagy Roman kijevi nagyfejedelem és Predslava Rjurikovna nagyfejedelemné (II. Rurik kijevi nagyfejedelem leánya) voltak.
Anyja a magyar királyi dinasztiából, az Árpád-házból származó Anna királyi hercegnő, IV. Béla magyar király és Laszkarisz Mária királyné leánya volt. Anyai nagyapai dédszülei II. András magyar király és Merániai Gertrudis királyné (IV. Bertold meráni herceg leánya), míg anyai nagyanyai dédszülei I. Theodórosz nikaiai császár és Angelosz Anna császárné (III. Angelosz Alexiosz bizánci császár leánya) voltak.
Agrippina hercegnő volt szülei hét gyermeke közül a hatodik, egyben a második legfiatalabb leány. Felnőttkort megért testvérei között olyan magas rangú személyek vannak, mint Béla macsói herceg; Mihály bosnyák bán; egy ismeretlen nevű leánytestvér, aki II. Mihály Aszen majd II. Kálmán Aszen bolgár cár felesége lett; továbbá Kunigunda hercegnő, aki II. Nagy Ottokár cseh király felesége lett; valamint Margit nevű húga, aki apáca lett.

## Házassága
A hercegnő hitvese a Piast-ház kujáviai ágából származó Fekete Leszek sieradzi herceg lett. Leszek volt I. Kázmér kujáviai herceg és második felesége, Wrocławi Konstancia (Jámbor Henrik lengyel fejedelem leányának) elsőszülött fiúgyermeke. Házasságukra feltehetően 1265-ben került sor. A viszony rossznak bizonyult: 1271-ben óriási botrányt okozott a krakkói udvarban, amikor Agrippina nyilvánosan kijelentette, hogy férje impotens. Négy év különválást követően Szemérmes Boleszláv fejedelem közbenjárására békültek csak ki. Férje, Leszek hiába kért orvosi segítséget, kapcsolatuk gyermektelen maradt.